# Auslöschung (numerische Mathematik)
Unter Auslöschung (engl. cancellation) versteht man in der Numerik den Verlust an Genauigkeit bei der Subtraktion fast gleich großer Gleitkommazahlen.

## Beispiele

### Zahlenbeispiel
Wir subtrahieren die Zahlen {\displaystyle a=2{,}345678} und {\displaystyle b=2{,}346789} voneinander und erhalten als Ergebnis 
{\displaystyle b-a=0{,}001111}.
Stammen nun {\displaystyle a} und {\displaystyle b} bereits aus vorherigen Berechnungen, so werden die niedrigwertigen Stellen durch Rundungsfehler beeinflusst sein. Stimmen nun aber die höherwertigen Stellen von {\displaystyle a} und {\displaystyle b} überein, so löschen sich die gültigen Stellen zu {\displaystyle 0} aus, und die Differenz ergibt sich ausschließlich aus Rundungsfehlern.
Angenommen, bei {\displaystyle a} und {\displaystyle b} seien die ersten drei Ziffern korrekt, und alle niedrigwertigeren Ziffern durch Rundungsfehler verfälscht. Verkürzen wir die Zahlen auf ihre korrekten Ziffern, so ergibt sich
{\displaystyle 2{,}34-2{,}34=0},
während sich im Ergebnis der ersten, vermeintlich genauen Berechnung {\displaystyle b-a=0{,}001111} keine einzige korrekte Ziffer mehr findet.
Angenommen, in {\displaystyle a} und {\displaystyle b} seien die ersten vier Ziffern noch korrekt, so ergibt sich 
{\displaystyle 2{,}346-2{,}345=0{,}001},
wohingegen wir uns oben mit {\displaystyle b-a=0{,}001111} einen absoluten Fehler von {\displaystyle 0{,}001111-0{,}001000=0{,}000111} und damit einen relativen Fehler von ungefähr 10 % eingehandelt haben.

### Beispiel: Algorithmus des Archimedes zur Kreiszahlberechnung

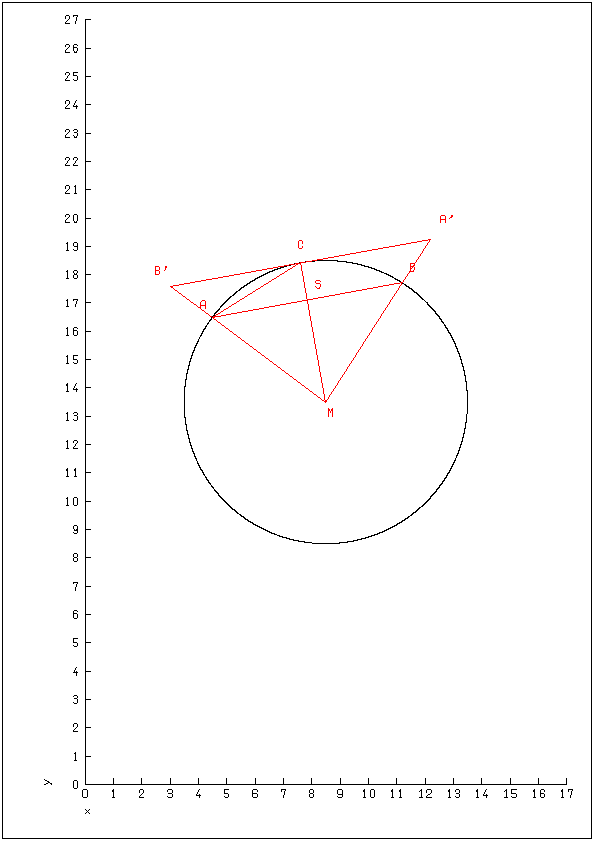
Berechnung von pi nach Archimedes

Archimedes von Syrakus bewies, dass sich der Umfang eines Kreises zu seinem Durchmesser genauso verhält wie die Fläche des Kreises zum Quadrat des Radius. Er nannte dieses (heute als Kreiszahl bezeichnete) Verhältnis noch nicht π, gab aber eine Anleitung, wie man sich mithilfe von eingeschriebenen oder umschreibenden Vielecken (also Vielecke mit dem Kreis als Umkreis oder Inkreis) dem Verhältnis bis zu einer beliebig hohen Genauigkeit nähern kann – vermutlich eines der ältesten numerischen Verfahren der Geschichte. Er führte die Berechnung bis zum 96-Eck mit dem folgenden Resultat durch:
{\displaystyle 3{,}1408450\dots =3+{\frac {10}{71}}<\pi <3+{\frac {10}{70}}=3{,}1428571\dots }
Wie man dem Zahlenbeispiel entnehmen kann, hatte Archimedes keine Chance, beim 96-Eck die Auslöschung überhaupt wahrzunehmen.
In heutiger Sprache beginnt man mit direkt berechenbaren Seitenlängen {\displaystyle s_{n}=AB} von in einem Einheitskreis ({\displaystyle MA=MB=MC=1}) einbeschriebenen Vielecken, z. B. dem Zweieck {\displaystyle s_{2}=2}, dem Dreieck {\displaystyle s_{3}={\sqrt {3}}}, dem Viereck {\displaystyle s_{4}={\sqrt {2}}} oder dem Sechseck {\displaystyle s_{6}=1}.
Dann ist für Vielecke mit doppelter Eckenzahl deren Seitenlänge {\displaystyle s_{2n}=AC} mit der Hilfsstrecke {\displaystyle \rho _{n}=MS} und zweimaliger Anwendung des Satzes von Pythagoras ({\displaystyle AM^{2}=MS^{2}+AS^{2},1=\rho _{n}^{2}+s_{n}^{2}/4,\rho _{n}={\sqrt {1-s_{n}^{2}/4}}} und {\displaystyle AC^{2}=AS^{2}+SC^{2},s_{2n}^{2}=s_{n}^{2}/4+(1-\rho _{n})^{2}=s_{n}^{2}/4+1-2\rho _{n}+\rho _{n}^{2}}) leicht herleitbar:
{\displaystyle s_{2n}={\sqrt {2-2{\sqrt {1-{\tfrac {s_{n}^{2}}{4}}}}}}}
Mit den vier Grundrechenarten und dem Wurzelziehen kann man also beginnend mit dem Zweieck die Seitenlänge und den Umfang eines einbeschriebenen Vielecks und damit indirekt eine Näherung für {\displaystyle \pi } berechnen. In der Praxis ist das Ergebnis jedoch enttäuschend. Die folgende Tabelle zeigt beginnend mit n=2 den Abstand {\displaystyle 1-\rho _{n}} der Seitenmitte S zum Kreisrand, die Seitenlängen {\displaystyle s_{n}} des eingeschriebenen und {\displaystyle S_{n}=A'B'=s_{n}\cdot 1/\rho _{n}} des umschriebenen n-Ecks und deren Flächen {\displaystyle a_{n}=ns_{n}\rho _{n}/2} und {\displaystyle A_{n}=nS_{n}/2}, die beim Einheitskreis gegen {\displaystyle \pi } konvergieren sollten. Die Rechnung wurde in C mit doppelter Genauigkeit nach IEEE 754 und somit ca. 15 Dezimalstellen durchgeführt. Die Zahlenwerte sind aber auch mit jedem Taschenrechner, der Quadratwurzeln beherrscht, nachvollziehbar:
```

  

    

      

        
n

      

    

    
{\displaystyle n}

  

             

  

    

      

        
1

        
−

        

          
ρ

          

            
n

          

        

      

    

    
{\displaystyle 1-\rho _{n}}

  

        

  

    

      

        

          
s

          

            
n

          

        

      

    

    
{\displaystyle s_{n}}

  

         

  

    

      

        

          
S

          

            
n

          

        

      

    

    
{\displaystyle S_{n}}

  

            

  

    

      

        

          
a

          

            
n

          

        

      

    

    
{\displaystyle a_{n}}

  

                 

  

    

      

        

          
A

          

            
n

          

        

      

    

    
{\displaystyle A_{n}}

  

2          1.000e+00  2.00e+00       Inf  0.00000000000000               Inf
4          2.929e-01  1.41e+00  2.00e+00  2.00000000000000  4.00000000000000
8          7.612e-02  7.65e-01  8.28e-01  2.82842712474619  3.31370849898476
16         1.921e-02  3.90e-01  3.98e-01  3.06146745892072  3.18259787807453
32         4.815e-03  1.96e-01  1.97e-01  3.12144515225805  3.15172490742926
64         1.205e-03  9.81e-02  9.83e-02  3.13654849054593  3.14411838524589
128        3.012e-04  4.91e-02  4.91e-02  3.14033115695474  3.14222362994244
256        7.530e-05  2.45e-02  2.45e-02  3.14127725093262  3.14175036916881
512        1.882e-05  1.23e-02  1.23e-02  3.14151380114509  3.14163208070397
1024       4.706e-06  6.14e-03  6.14e-03  3.14157294036989  3.14160251025961
2048       1.177e-06  3.07e-03  3.07e-03  3.14158772527060  3.14159511774302
4096       2.941e-07  1.53e-03  1.53e-03  3.14159142155216  3.14159326967027
8192       7.353e-08  7.67e-04  7.67e-04  3.14159234553025  3.14159280755978
1.638e+04  1.838e-08  3.83e-04  3.83e-04  3.14159257570956  3.14159269121694
3.277e+04  4.596e-09  1.92e-04  1.92e-04  3.14159264036917  3.14159266924601
6.554e+04  1.149e-09  9.59e-05  9.59e-05  3.14159264171161  3.14159264893082
1.311e+05  2.872e-10  4.79e-05  4.79e-05  3.14159260647332  3.14159260827812
2.621e+05  7.181e-11  2.40e-05  2.40e-05  3.14159291071407  3.14159291116527
5.243e+05  1.795e-11  1.20e-05  1.20e-05  3.14159169662728  3.14159169674009
1.049e+06  4.488e-12  5.99e-06  5.99e-06  3.14159655369072  3.14159655371892
2.097e+06  1.122e-12  3.00e-06  3.00e-06  3.14159655370129  3.14159655370834
4.194e+06  2.804e-13  1.50e-06  1.50e-06  3.14151884046467  3.14151884046643
8.389e+06  7.017e-14  7.49e-07  7.49e-07  3.14120796828205  3.14120796828249
1.678e+07  1.754e-14  3.75e-07  3.75e-07  3.14245127249408  3.14245127249419
3.355e+07  4.441e-15  1.87e-07  1.87e-07  3.14245127249412  3.14245127249415
6.711e+07  1.110e-15  9.42e-08  9.42e-08  3.16227766016838  3.16227766016838
1.342e+08  2.220e-16  4.71e-08  4.71e-08  3.16227766016838  3.16227766016838
2.684e+08  0.000e+00  2.11e-08  2.11e-08  2.82842712474619  2.82842712474619
5.369e+08  0.000e+00  0.00e+00  0.00e+00  0.00000000000000  0.00000000000000
```

Man erkennt deutlich am Anfang die Konvergenz gegen {\displaystyle \pi }. Nach Erreichen etwa der halben Stellenzahl beim 32768-Eck macht sich jedoch die Auslöschung bei der Subtraktion der fast gleich großen Zahlen 2 und {\displaystyle 2{\sqrt {1-s_{n}^{2}/4}}} bemerkbar. Das Ergebnis wird jetzt wieder ungenauer und am Ende falsch (2 − 2.000…000xxx = 0).
In vielen Fällen, so auch hier, kann man die Auslöschung vermeiden, einfach indem man die betroffenen Subtraktionen vermeidet. Hier gelingt das mit einer Umformung der Formel in eine äquivalente Form ohne Subtraktion unter Anwendung von
{\displaystyle a^{2}-b^{2}=(a+b)(a-b)\quad \Rightarrow \quad a-b={\frac {a^{2}-b^{2}}{a+b}}}
mit {\displaystyle a=2,b=2{\sqrt {1-{\tfrac {s_{n}^{2}}{4}}}}}
Es ergibt sich:
{\displaystyle s_{2n}={\sqrt {2-2{\sqrt {1-{\frac {s_{n}^{2}}{4}}}}}}={\sqrt {\frac {4-4(1-{\frac {s_{n}^{2}}{4}})}{2+2{\sqrt {1-{\frac {s_{n}^{2}}{4}}}}}}}={\sqrt {2{\frac {1-1+{\frac {s_{n}^{2}}{4}}}{1+{\sqrt {1-{\frac {s_{n}^{2}}{4}}}}}}}}={\sqrt {{\frac {1}{2}}s_{n}^{2}{\frac {1}{1+{\sqrt {1-{\frac {s_{n}^{2}}{4}}}}}}}}}
Natürlich ist es ein glücklicher Zufall, dass sich im Zähler die Subtraktion „weghebt“. Jetzt verläuft die Rechnung wie erwünscht:
```

  

    

      

        
n

      

    

    
{\displaystyle n}

  

             

  

    

      

        
1

        
−

        

          
ρ

          

            
n

          

        

      

    

    
{\displaystyle 1-\rho _{n}}

  

        

  

    

      

        

          
s

          

            
n

          

        

      

    

    
{\displaystyle s_{n}}

  

         

  

    

      

        

          
S

          

            
n

          

        

      

    

    
{\displaystyle S_{n}}

  

            

  

    

      

        

          
a

          

            
n

          

        

      

    

    
{\displaystyle a_{n}}

  

                 

  

    

      

        

          
A

          

            
n

          

        

      

    

    
{\displaystyle A_{n}}

  

2.000e+00  1.000e+00  2.00e+00       Inf  0.00000000000000               Inf
4.000e+00  2.929e-01  1.41e+00  2.00e+00  2.00000000000000  4.00000000000000
8.000e+00  7.612e-02  7.65e-01  8.28e-01  2.82842712474619  3.31370849898476
1.600e+01  1.921e-02  3.90e-01  3.98e-01  3.06146745892072  3.18259787807453
3.200e+01  4.815e-03  1.96e-01  1.97e-01  3.12144515225805  3.15172490742926
6.400e+01  1.205e-03  9.81e-02  9.83e-02  3.13654849054594  3.14411838524590
1.280e+02  3.012e-04  4.91e-02  4.91e-02  3.14033115695475  3.14222362994246
2.560e+02  7.530e-05  2.45e-02  2.45e-02  3.14127725093277  3.14175036916897
5.120e+02  1.882e-05  1.23e-02  1.23e-02  3.14151380114430  3.14163208070318
1.024e+03  4.706e-06  6.14e-03  6.14e-03  3.14157294036709  3.14160251025681
2.048e+03  1.177e-06  3.07e-03  3.07e-03  3.14158772527716  3.14159511774959
4.096e+03  2.941e-07  1.53e-03  1.53e-03  3.14159142151120  3.14159326962931
8.192e+03  7.353e-08  7.67e-04  7.67e-04  3.14159234557012  3.14159280759964
1.638e+04  1.838e-08  3.83e-04  3.83e-04  3.14159257658487  3.14159269209225
3.277e+04  4.596e-09  1.92e-04  1.92e-04  3.14159263433856  3.14159266321541
6.554e+04  1.149e-09  9.59e-05  9.59e-05  3.14159264877699  3.14159265599620
1.311e+05  2.872e-10  4.79e-05  4.79e-05  3.14159265238659  3.14159265419140
2.621e+05  7.181e-11  2.40e-05  2.40e-05  3.14159265328899  3.14159265374019
5.243e+05  1.795e-11  1.20e-05  1.20e-05  3.14159265351459  3.14159265362739
1.049e+06  4.488e-12  5.99e-06  5.99e-06  3.14159265357099  3.14159265359919
2.097e+06  1.122e-12  3.00e-06  3.00e-06  3.14159265358509  3.14159265359214
4.194e+06  2.804e-13  1.50e-06  1.50e-06  3.14159265358862  3.14159265359038
8.389e+06  7.017e-14  7.49e-07  7.49e-07  3.14159265358950  3.14159265358994
1.678e+07  1.754e-14  3.75e-07  3.75e-07  3.14159265358972  3.14159265358983
3.355e+07  4.441e-15  1.87e-07  1.87e-07  3.14159265358978  3.14159265358980
6.711e+07  1.110e-15  9.36e-08  9.36e-08  3.14159265358979  3.14159265358980
1.342e+08  2.220e-16  4.68e-08  4.68e-08  3.14159265358979  3.14159265358979
2.684e+08  0.000e+00  2.34e-08  2.34e-08  3.14159265358979  3.14159265358979
```

Schon bei dem 268435456-Eck erreicht man die volle Genauigkeit von knapp 16 Dezimalstellen. Das Abbruchsignal gibt die 0 in der zweiten Spalte.

## Faustregel
Subtrahiert man zwei {\displaystyle p}-stellige, fast gleich große Zahlen, die in den ersten {\displaystyle k} Stellen übereinstimmen, so gehen im Ergebnis von den eigentlich möglichen {\displaystyle p} Stellen {\displaystyle k} verloren. Es sind also nur noch {\displaystyle p-k} Stellen ungleich Null.  Die Information, dass die ersten {\displaystyle k} Stellen sich zu Null aufgehoben haben, geht dabei verloren.  Die Genauigkeit des Ergebnisses vermindert sich um diese {\displaystyle k} Stellen.
Unterscheiden sich die Zahlen in den letzten {\displaystyle p-k} Stellen lediglich um Rundungsfehler, dann hat das Ergebnis keine Aussagekraft.  Es sollte als solches nicht in weitere Berechnungen einfließen.

## Differentialrechnung
Bei der numerischen Berechnung von Ableitungen durch Differenzenquotienten wie zum Beispiel
{\displaystyle f'(x)\approx {\frac {f(x+h)-f(x)}{h}}}
tritt bei zu kleinem {\displaystyle h} Auslöschung auf, da die Funktionswerte dann nahezu gleich sind.